# Lopadotemakhoselakhogaleokranioleipsanodrimypotrimmatosilphiokarabomelitokatakekhymenokikhlepikossyphophattoperisteralektryonoptekephalliokinklopeleiolagōiosiraiobaphētraganopterygṓn
O lopadotemachoselachogaleokranioleipsanodrimhypotrimmatosilphioparaomelitokatakechymenokichlepikossyphophattoperisteralektryonoptekephalliokigklopeleiolagōiosiraiobaphētraganopterygṓn é um prato culinário fictício mencionado na comédia As Mulheres na Assembleia, de Aristófanes.
A palavra grega original era constituída por 171 caracteres, o que não corresponde necessariamente à transliteração latina, e segue a regra de transliteração que é aqui adotada: 182 letras. Ela é reconhecida pelo Guinness Book como "a mais longa palavra do mundo a aparecer na literatura.

## Palavra
A palavra inteira ocupa 6 versos e meio (1169-1175):
| Lopadotemakhoselakhogaleo- kranioleipsanodrimypotrimmato- silphiokarabomelitokatakekhymeno- kikhlepikossyphophattoperistera- lektryonoptekephalliokinklope- leiolagōiosiraiobaphētraga- nopterygṓn | λοπαδοτεμαχοσελαχογαλεο- κρανιολειψανοδριμυποτριμματο- σιλφιοκαραϐομελιτοκατακεχυμενο- κιχλεπικοσσυφοφαττοπεριστερα- λεκτρυονοπτεκεφαλλιοκιγκλοπε- λειολαγῳοσιραιοϐαφητραγα- νοπτερυγών |

O dicionário Liddell & Scott traduz: «nome de um prato composto por todos os tipos de guloseimas, peixes, carnes, aves de capoeira e molhos».

## Composição do prato
O prato era um fricassée, constituído de 17 ingredientes amargos e doces, tais como cérebro, mel, vinagre, peixe e pepino:
1. Fatias de peixe
2. Peixes da subclasse dos elasmobrânquios (tubarões e raias)
3. Hemiscylliidae podre ou cabeça de um pequeno tubarão
4. Sílfio, aparentemente, um tipo de ferula
5. Uma classe de braquiúro, escaroboideo, ou crustáceo
6. Carne de águia
7. Queijo
8. Mel fluido
9. Turdus
10. Carne de pombo-torcaz
11. Carne de pombo-comum
12. Carne de frango
13. Cabeça assada de mergulhão-pequeno
14. Lebre, que poderia ser tanto um gênero de aves ou uma lebre-do-mar
15. Vinho novo fervido
16. Frutas e outros alimentos crus
17. Asas, barbatanas de peixes